# Marion Schiefer
Marion Schiefer (* 7. Oktober 1975 in Wiesbaden als Marion Petri) ist eine deutsche Juristin und Politikerin (CDU). Von Oktober 2007 bis April 2008 war sie Mitglied des Hessischen Landtags. Seit Juni 2023 ist sie Mitglied des Schleswig-Holsteinischen Landtags.

## Leben und Beruf
Nach dem Abitur in ihrer Heimatstadt Wiesbaden studierte Petri in Mainz und Castellón de la Plana (Spanien) Rechtswissenschaften, zeitweise auch Politikwissenschaft und Romanistik. Nach dem zweiten juristischen Staatsexamen war sie von 2001 bis 2005 Wissenschaftliche Mitarbeiterin und Lehrbeauftragte an der Universität Mainz (Lehrstuhl für Finanz- und Steuerrecht). Ab 2005 war Schiefer tätig als Richterin am Amtsgericht Frankfurt am Main, ab 2006 als Leiterin des Parlamentsreferats des Hessischen Justizministers Jürgen Banzer. Ab 2008 arbeitete sie erneut für Banzer, nunmehr als Leiterin des Ministerbüros im Hessischen Staatsministerium für Arbeit, Familie und Gesundheit. Im Dezember 2008 wurde sie zur Richterin am Landgericht ernannt, jedoch unmittelbar nach der Regierungsneubildung im Februar 2009 an das Staatsministerium zur Leitung des Ministerbüros abgeordnet. Von 2014 bis zu ihrem Einzug in den Schleswig-Holsteinischen Landtag 2023 war sie Richterin am Amtsgericht Hamburg-Bergedorf.
Seit 2012 lebt sie mit ihrer Familie im Kreis Stormarn.

## Partei
Seit 1997 ist Schiefer Mitglied der CDU. Unter anderem war sie seit 2001 Stadtverordnete in Wiesbaden und dort seit 2003 umweltpolitische Sprecherin der CDU-Fraktion sowie seit 2006 stellvertretende Vorsitzende der Frauen Union Wiesbaden. Nach ihrem Umzug nach Schleswig-Holstein wurde sie stellvertretende Vorsitzende der CDU im Kreis Stormarn. 2022 wurde sie in der Nachfolge von Tobias Koch Kreisvorsitzende der CDU Stormarn.

## Abgeordnete
Bei der hessischen Landtagswahl am 2. Februar 2003 war Petri Ersatzkandidatin für den Wahlkreis Wiesbaden II, in dem Birgit Zeimetz das Direktmandat gewann. Mit dem Ausscheiden von Zeimetz aus dem Landtag übernahm Schiefer am 1. Oktober 2007 deren Mandat. Für die Landtagswahl 2008 wurde Schiefer von der Wiesbadener CDU als neue Kandidatin für den Wahlkreis Wiesbaden I nominiert, scheiterte jedoch am SPD-Kandidaten Ernst-Ewald Roth. Da ihr Platz auf der Landesliste der hessischen CDU nicht ausreichte, schied sie mit der Konstituierung des neuen Landtags aus dem Parlament aus. Zur Landtagswahl 2009 verzichtete Schiefer auf eine erneute Kandidatur. Von 2013 bis 2015 gehörte sie dem Gemeinderat von Trittau an und war dort Bürgervorsteherin. Sie legte das Mandat nieder, als sie nach Reinbek umzog.
Bei der Landtagswahl in Schleswig-Holstein 2022 kandidierte Schiefer auf Listenplatz 26 der CDU-Landesliste. Am 13. Juni 2023 rückte sie für Tim Brockmann in den Landtag nach.